# Tourbillon de Chypre
Le tourbillon de Chypre est un tourbillon de méso-échelle océanique persistant dans le bassin oriental de la Méditerranée, nommé du fait de sa proximité avec l'île de Chypre. Il est très souvent observé au dessus du mont Ératosthène, à environ 100 kilomètres au sud de Chypre. Son sens de rotation est anticyclonique.
Sa structure est tellement persistante que les océanographes ont attendu de nombreuses années avant de trancher pour savoir si la circulation cyclonique dans le bassin oriental de la Méditerranée passait sur le mont Ératosthène ou longeait la côte égyptienne jusqu'au fond du golfe de Gaza.

## Observation
Le tourbillon de Chypre a été repéré par des images de température de la surface de mer à partir de données infrarouge satellitaires dès les années 2000. Des campagnes récurrentes ont été menées pour observer sa dynamique et sa structure, notamment en 1995, 2000, 2001, 2009. L'Ifremer, l'institut océanographique de l'université de Chypre et l'IOLR d'Haifa y ont entre autres participé.

## Caractéristiques
Le cœur du tourbillon est une anomalie négative de densité sous la surface et sous la thermocline habituelle environnante, à une profondeur entre 100 et 500 mètres environ. Cette anomalie de densité est due à un cœur chaud et peu salé.